# 蓋方泌
蓋方泌（1768年—1838年），字季源、碧軒，號春舫，山東武定府蒲台縣（今濱州市博興縣）蓋家村人，清朝政治人物。

## 生平
乾隆五十六年（1791年），蓋方泌以貢生身分任漢陰廳通判，嘉慶三年（1798年）升商州州同，任內訓練鄉兵對抗白蓮教，屢次建立大功，與劉清齊名。八年（1803年）任盩厔縣知縣，升寧陝廳同知，為嘉慶帝召見，升順慶府知府，調成都府知府。丁母憂，服闋，起為延平府知府，二十三年（1818年）因功前往台灣，任台灣府知府，任內以內政與獄政功績為主。

## 子孫
子蓋鈺，字式如，一字玉山，道光二年（1822年）壬午恩科進士，官至佛坪廳同知。

## 延伸阅读
[在维基数据编辑]
 《清史稿/卷478》，出自趙爾巽《清史稿》